# Liste bedeutender Seeunfälle 1951–1960
Diese Liste schwerer Seeunfälle 1951–1960 verzeichnet Schiffsunfälle der Seeschifffahrt mit Toten oder hohen Sachschäden.

## Liste
| Datum              | Name               | Opfer    | Beschreibung |
| ------------------ | ------------------ | -------- | --- |
| 16. März 1951      | Montallegro        | 9        | Beim Löschen der Ladung kam es im Hafen von Neapel auf dem italienischen Tanker Montallegro zu einer Gasexplosion und einem anschließenden Großbrand. Der Tanker brach dabei auseinander, das Achterschiff sank sofort. Von den zum Zeitpunkt der Explosion an Bord befindlichen etwa 100 Besatzungsmitgliedern und Schauerleuten wurden neun getötet und 59 zum Teil schwer verletzt. Durch die Druckwelle der Explosion entstanden Gebäudeschäden im Hafengebiet und in den angrenzenden Stadtteilen. |
| 16. April 1951     | Affray             | 75       | Das britische U-Boot Affray der Amphion-Klasse sank nordwestlich von Alderney im Ärmelkanal, 75 Besatzungsmitglieder kommen ums Leben. |
| 25. Mai 1951       | Ginette Leborgne   | 12       | Etwa 200 km südöstlich von Kap Race (Neufundland) stießen bei dichtem Nebel die französischen Trawler Ginette Leborgne und Jacques Coeur zusammen. Die Ginette Leborgne sank auf der Stelle. Zwölf der 45 Besatzungsmitglieder fanden dabei den Tod. |
| 13. August 1951    | Bess               | 22       | Rund 100 Seemeilen nordwestlich Borkums kenterte in schwerem Sturm der norwegische Frachter Bess (1.116 BRT). Nur neun der insgesamt 31 Passagiere und Besatzungsmitglieder konnten nach mehr als 20 Stunden auf einem Floß gerettet werden. |
| 1. September 1951  | Pelican            | 45       | Die mit insgesamt 62 Personen völlig überladene Yacht Pelican (15 BRT), zulässig waren 20 Personen, wurde bei einem Angelausflug vor Montauk von zwei sehr hohen Wellen getroffen. Die an Bord ausbrechende Panik ließ das Schiff kentern und in kurzer Zeit sinken. Nur 17 Menschen konnten gerettet werden. |
| 12. Oktober 1951   | Ranna              | 6        | Vor der schwedischen Küste wurde der unter der Flagge Costa Ricas fahrende Frachter Ranna (340 BRT) vom griechischen Frachter Tharros (5.000 BRT) gerammt und sank auf der Stelle. Sechs Besatzungsmitglieder der Ranna fanden beim Untergang den Tod. |
| 28. November 1951  | Teeswood           | 2        | Auf der Fahrt von Grimsby in England nach Emden strandete der britische Frachter Teeswood (864 BRT) während eines tagelangen schweren Sturmes gegen 18:20 Uhr auf der Hornsbornbalje in der Westerems und brach nach einer Stunde auseinander. In einer dramatischen Rettungsaktion konnten 13 der 15 Besatzungsmitglieder durch das auf Borkum stationierte Rettungsboot unter Vormann Wilhelm Eilers gerettet werden; zwei wurden über Bord gespült und ertranken. |
| 9. Dezember 1951   | MRB 33             | 5        | Das in Hvide Sande an der jütländischen Westküste stationierte Motorrettungsboot MRB 33 kenterte während eines Seenoteinsatzes unmittelbar vor der Einfahrt seines Heimathafens. Das Motorrettungsboot war einem manövrierunfähig gewordenen Saugbagger zu Hilfe gekommen und wollte in der Hafeneinfahrt die Ankunft des angeforderten Bergungsschleppers abwarten. Fünf der sieben Besatzungsmitglieder kamen bei dem Unfall ums Leben. |
| 31. Dezember 1951  | Irene Oldendorff   | 22       | Auf der Fahrt von Emden nach Ystad kenterte der Frachter Irene Oldendorff (1.494 BRT) während eines Orkans im Hubertgat der Unterems vor Borkum. Die gesamte Besatzung sowie der noch an Bord befindliche Lotse, der aufgrund des schlechten Wetters und der hohen See nicht querab Borkums vom Lotsenversetzboot aufgenommen werden konnte, kamen dabei ums Leben. Unfallursache war die an Deck geschüttete und mit Netzen gesicherte Koksladung, die sich durch überkommende Wellen voll Wasser saugte und das Schiff topplastig werden ließ. |
| 10. Januar 1952    | Flying Enterprise  | 0        | Die Flying Enterprise befand sich im Dezember 1951 auf einer Reise von Hamburg nach New York, als sie etwa 400 Seemeilen vor der englischen Küste in den Einfluss eines schweren Orkans geriet. Nach einem Bruch des Ruderschafts verrutschte die Ladung aus Roheisen und das Schiff entwickelte eine starke Schlagseite. Der Versuch, das sinkende Schiff abzuschleppen, schlug fehl, als sechzig Meilen vor dem Zielhafen Falmouth die Schlepptrosse riss. Deren Wiederherstellung am darauffolgenden Tag erschien aufgrund des wieder schlechter gewordenen Wetters aussichtslos. Am selben Tag sank die Flying Enterprise am Eingang des Ärmelkanals.                                 |
| 15. Januar 1952    | IJM 31 Alkmaar     | 13       | Vor der norwegischen Küste in der Nähe von Stavanger sank der in IJmuiden registrierte niederländische Trawler IJM 31 Alkmaar während einer Fangreise in einem Orkan. Alle 13 Besatzungsmitglieder kamen bei dem Untergang ums Leben. |
| 8. März 1952       | Thor               | 19       | Bei den Orkneys wurde der Bremerhavener Fischdampfer Thor im Orkan von mehreren Riesenwellen getroffen und kenterte. Das Schiff sank so schnell, dass kein Notruf mehr abgesetzt werden konnte. Lediglich der Steuermann konnte gerettet werden, alle übrigen Besatzungsmitglieder fanden den Tod. |
| 21. April 1952     | St. Paul           | 30       | Während des Beschusses der koreanischen Küste kam es auf dem US-amerikanischen Schweren Kreuzer St. Paul (17.450 t) zur Kartuschenexplosion im vorderen 20,3-cm-Drillingsturm mit nachfolgendem Brand. 30 Mann der Besatzung kamen ums Leben, das Schiff wurde im Bugbereich erheblich beschädigt und musste das Kriegsgebiet verlassen. |
| 26. April 1952     | Hobson             | 176      | Im Nordatlantik kollidierte der Flugzeugträger Wasp (27.100 t) mit dem Zerstörer Hobson (1.630 t). Der Zerstörer sank auf der Stelle und riss 176 Besatzungsmitglieder in die Tiefe; nur 61 konnten gerettet werden. Weshalb der Kommandant des Zerstörers einen falschen Kurs gesteuert hatte, konnte nicht geklärt werden, weil er ebenfalls ertrank. |
| 24. September 1952 | Kaiyo Maru         | 31       | Der Unterwasser-Vulkan Myojinsho brach unter dem Forschungsboot Kaiyo Maru aus, worauf dieses komplett zerstört wurde. Alle Personen an Bord kamen ums Leben. |
| 4. Oktober 1952    | La Sybille         | 48       | Während eines Probetauchganges im Rahmen eines Flottenmanövers an der französischen Riviera sank das französische U-Boot La Sybille mit insgesamt 48 Besatzungsmitgliedern bei einer Wassertiefe von 700 bis 800 m. Der Untergang wurde erst bemerkt, als das Boot überfällig wurde. Niemand wurde gerettet. |
| 4. Oktober 1952    | Norman             | 20       | Auf der Suche nach neuen Fanggründen lief der in Hull registrierte britische Trawler Norman (629 BRT) auf einen Felsen an der grönländischen Südküste und sank in kürzester Zeit. Obwohl sich die Besatzung schwimmend auf einen Felsen retten konnte, kamen bis auf den Schiffsjungen alle Besatzungsmitglieder durch Ertrinken oder Erfrieren ums Leben. |
| 23. Dezember 1952  | N. Ebeling         | 19       | Westlich Islands in Höhe des Breiðafjörðurs sank in einem orkanartigen Sturm der in Bremerhaven beheimatete Fischdampfer N. Ebeling (487 BRT), nachdem es infolge Seeschlags zu einem mit Bordmitteln bei schwerem Wetter nicht mehr zu behebenden Wassereinbruch über das Aschfallrohr gekommen war. Obwohl noch Funkkontakt zu in der Nähe befindlichen anderen Schiffen aufgebaut werden konnte und diese zu Hilfe kamen, konnte die gesamte Besatzung das Schiff auf Grund der Vereisung nicht mehr verlassen und wurde von dem sinkenden Trawler in die Tiefe gerissen. |
| 21. Dezember 1952  | Melanie Schulte    | 35       | Auf der Reise von Narvik nach Mobile (Alabama) verschwand der mit 9.300 t Eisenerz beladene Emder Erzfrachter Melanie Schulte (6.380 BRT) im Atlantik nördlich der Hebriden nahezu spurlos mit der gesamten Besatzung. Kurz zuvor hatte der Kapitän ein Funkgespräch mit seiner Ehefrau geführt. Die Seeamtsverhandlung in Hamburg kam zu keinem schlüssigen Ergebnis, weil zum Zeitpunkt des Untergangs schlechtes Wetter mit hohem Seegang geherrscht und es zudem schon vorher schwere Stabilitätsprobleme des Schiffes gegeben hatte. |
| 22. Dezember 1952  | Champollion        | 15       | In der Nähe von Beirut strandete das französische Passagierschiff Champollion (12.546 BRT), nachdem die Schiffsführung durch ein ihr unbekanntes Leuchtfeuer an der libanesischen Küste irritiert worden war und deshalb einen falschen Kurs angesteuert hatte. Kurz nach der Strandung brach das Passagierschiff auseinander. Beim Versuch, den nur 60 m vom Wrack entfernten Felsenstrand schwimmend zu erreichen, wurden 15 Menschen getötet. Die übrigen 300 an Bord befindlichen Passagiere wurden in einer dramatischen Rettungsaktion gerettet. |
| 31. Januar 1953    | Michael Griffiths  | 13       | In den frühen Morgenstunden geriet der britische Trawler Michael Griffths bei den Hebriden in das Sturmfeld des die Hollandsturmflut auslösenden Orkans und sank. Alle an Bord befindlichen 13 Besatzungsmitglieder kamen beim Untergang ums Leben. |
| 31. Januar 1953    | Sheldon            | 14       | Auf der Reise von Grimsby in sein Fanggebiet bei den Färöer verschwand der Trawler Sheldon, nachdem er in das Sturmfeld des die Hollandsturmflut auslösenden Orkans geraten war. Alle 14 an Bord befindlichen Besatzungsmitglieder kamen trotz einer großangelegten Such- und Rettungsaktion beim Untergang ums Leben. |
| 31. Januar 1953    | Princess Victoria  | 135      | Auf dem Weg von Stranraer in Schottland nach Larne in Nordirland sank das Fährschiff Princess Victoria während der Flutkatastrophe von 1953, nachdem durch schweren Seegang Wasser durch die Hecktore auf das Autodeck eingedrungen war. Nur 44 der insgesamt 179 Passagiere und Besatzungsmitglieder konnten gerettet werden. |
| 31. Januar 1953    | Catharine Duyvis   | 15       | Auf der Fahrt von Grimsby nach IJmuiden sank während der Flutkatastrophe von 1953 der niederländische Trawler Catharine Duyvis in schwerer See. Wegen Maschinenproblemen versuchte die Schiffsführung beizudrehen, was zum Kentern des Schiffes führte. Alle 15 Besatzungsmitglieder kamen bei dem Untergang ums Leben. |
| 31. Januar 1953    | Yewvalley          | 11       | Vor der Küste der englischen Grafschaft Norfolk verschwand der in Glasgow registrierte britische Frachter Yewvalley während des die Hollandsturmflut auslösenden Orkans östlich der Hafenstadt Cromer spurlos, ohne dass ein Notruf abgesetzt werden konnte. Die gesamte Besatzung kam bei dem Unfall ums Leben. |
| 31. Januar 1953    | Westland           | 10       | Auf der Reise von Wismar nach King’s Lynn sank das niederländische Küstenmotorschiff Westland nördlich von Terschelling im Orkan, ohne dass die Schiffsführung einen Notruf absetzen konnte. Die gesamte Besatzung des Schiffes kam beim Untergang ums Leben. Das Wrack wurde erst 51 Jahre später (1994) entdeckt und identifiziert. |
| 31. Januar 1953    | Guava              | 11       | Im Seegebiet zwischen Südengland und den Niederlanden verschwand der in Grimsby registrierte Trawler Guava im Orkan spurlos, ohne dass ein Notruf abgesetzt werden konnte. Alle elf Besatzungsmitglieder kamen bei dem Unfall ums Leben. |
| 31. Januar 1953    | Aspo               | 22       | Auf der Reise von Kalmar nach Hartlepool sank während des die Hollandsturmflut auslösenden Orkans der schwedische Frachter Aspo westlich Jütlands. Alle 22 Besatzungsmitglieder kamen beim Untergang ums Leben. |
| 1. Februar 1953    | Salland            | 7        | Auf der Reise nach Stockholm sank das erst im Jahre 1952 neu in Dienst gestellte Küstenmotorschiff Salland während der Hollandsturmflut ca. 30 km westlich von Egmond aan Zee. Die gesamte Besatzung kam beim Untergang ums Leben. Das Wrack wurde erst 1994 gefunden. |
| 9. Februar 1953    | Fraserburgh        | 6        | Das in Fraserburgh stationierte Seenotrettungsboot der Royal National Lifeboat Institution kenterte, als es Fischereifahrzeuge bei der Rückkehr in den Hafen begleitete. Sechs der sieben Besatzungsmitglieder kamen bei dem Unfall ums Leben. |
| 23. März 1953      | Leicester City     | 7        | In der Nähe des britischen Flottenstützpunktes Scapa Flow lief der in Grimsby beheimatete Trawler Leicester City auf einen unter Wasser befindlichen Felsen und sank. Sieben Besatzungsmitglieder fanden beim Untergang den Tod, 15 konnten sich selbst an Land retten bzw. wurden von einem Rettungsboot im Wasser treibend geborgen. |
| 30. April 1953     | Colombia           | 67       | Zwischen Fuertos Capica und Bahia Solano sank das kolumbianische Motorschiff Colombia (1.764 BRT). Von den an Bord befindlichen 89 Personen, hierunter gehörten Mitglieder einer Polizeieinheit, die eine Garnison in Bahia Solano ablösen sollten, konnten nur 22 gerettet werden. |
| 11. Mai 1953       | Henry Steinbrenner | 12       | Bei schwerem Sturm lief der mit Erz beladene Frachter Henry Steinbrenner (4.345 BRT) auf dem Oberen See auf ein Riff und sank sofort. Zwölf Seeleute fanden beim Untergang den Tod. |
| 1. August 1953     | Monique            | 126      | Bei der Überfahrt von den Loyalitätsinseln nach Nouméa in Neukaledonien versank das französische Passagierschiff Monique in der Nacht spurlos. Alle 126 Menschen an Bord verloren das Leben. |
| 16. Oktober 1953   | Leyte              | 37       | An Bord des in Boston liegenden amerikanischen Flugzeugträgers Leyte ereignete sich während eines Umbaus eine schwere Explosion an einem Flugzeugkatapult, die erhebliche Schäden anrichtete und einen starken Brand verursachte, der erst nach fünf Stunden unter Kontrolle gebracht wurde. Bei dem Unglück starben insgesamt 37 Crewangehörige und Arbeiter. 28 Personen wurden verletzt. |
| 27. Oktober 1953   | Robert Lindsay     | 6        | Bei der Rückfahrt von einem vergeblichen Rettungseinsatz kenterte das in Arbroath stationierte Rettungsboot der Royal National Lifeboat Institution. Sechs der sieben Besatzungsmitglieder kamen bei dem Unfall ums Leben. |
| 6. November 1953   | Björkö             | 7        | In Höhe des Feuerschiffs Weser kollidierten der aus Bremen kommende amerikanische Liberty-Frachter Seawind (7.000 BRT) und der aus der Elbmündung kommende schwedische Frachter Björkö (2.200 BRT), der etwa 45 Minuten nach der Kollision sank. Sieben Besatzungsmitglieder wurden durch das einbrechende Wasser im Maschinenraum eingeschlossen und getötet. Die übrigen Besatzungsmitglieder konnten von herbeigeeilten anderen Schiffen gerettet werden. Großen Anteil an der Rettung hatte die schwedische Funkerin Miriam Eskola, die bis zum Untergang des Schiffes Funkkontakt zu den anderen Schiffen hielt.                                                                     |
| 17. November 1953  | Vittoria Claudia   | 20       | Zwei Seemeilen südlich von Dungeness kam es zu einer Kollision zwischen dem italienischen Frachter Vittoria Claudia (2.745 BRT) und dem französischen Frachter Perou (7.200 BRT). Die Vittoria Claudia sank danach so schnell, dass die Besatzung nicht mehr in die Boote gehen konnte. Von den 25 Besatzungsmitgliedern der Vittoria Claudia wurden nur fünf gerettet, 20 fanden den Tod. |
| 4. Januar 1954     | Leros              | 0        | Der griechische Tanker Leros lief bei Scharhörn auf Grund und schlug leck. Nach fünf Tagen missglückter Bergungsversuche und einer drohenden Ölpest für den Cuxhavener Strand, wurde das Schiff am Sonnabend, den 10. Januar freigeschleppt und nach Cuxhaven gebracht. |
| 25. März 1954      | Guadalete          | 34       | Das Minensuchboot Guadalete kenterte in einem Orkan in der Straße von Gibraltar, nachdem auf Grund der schlechten Qualität der zum Beheizen der Kessel verwendeten Kohle die Maschinen ausgefallen waren, das Schiff manövrierunfähig wurde und in hoher See querschlug. Von der Besatzung konnten nach dem Untergang 44 Soldaten durch den italienischen Frachter Potestas lebend geborgen werden, die übrigen 34 Besatzungsmitglieder fanden den Tod. |
| 28. März 1954      | Empire Windrush    | 4        | Auf dem britischen Truppentransporter Empire Windrush (vormals deutsche Monte Rosa) brach am 28. März vor Algier Feuer aus und es gab eine Explosion im Maschinenraum. Vier Besatzungsmitglieder starben. Die fast 1.500 Passagiere konnten gerettet werden. Das Schiff sank. |
| 26. Mai 1954       | Bennington         | 103      | Während einer Manöverfahrt vor der Narragansett Bay explodierte auf dem US-amerikanischen Flugzeugträger Bennington eines der beiden Flugzeugkatapulte. Infolge eines Lecks hatten sich Gase der austretenden Hydraulikflüssigkeit des Katapults mit der Umgebungsluft vermischt und ein explosives Gas-Luft-Gemisch gebildet. 103 Besatzungsmitglieder wurden bei der Katastrophe getötet, 201 Seeleute erlitten Verletzungen. |
| 26. September 1954 | Tōya Maru          | 1.153    | Obwohl bereits vor dem Taifun Marie gewarnt wurde und sich das Wetter bereits dramatisch verschlechtert hatte, entschloss sich der Kapitän der japanischen Eisenbahnfähre Toya Maru zum Auslaufen aus dem Hafen Hakodate auf der japanischen Insel Hokkaidō. Kurz nach dem Auslaufen aus dem Hafen wurde das Schiff von der schweren See erfasst, so dass sich die im Schiffsrumpf befindlichen Eisenbahnwaggons aus der Verankerung rissen. Endringendes Wasser führte zu schwerer Schlagseite und zum Ausfall der Maschinen und schließlich zum Kentern des Schiffes. Alle an Bord befindlichen Passagiere und Besatzungsmitglieder wurden getötet, das Schiff fast völlig zerschlagen. |
| 6. Oktober 1954    | Rikke Skou         | 6        | Während eines schweren Orkans sank in der Nordsee der dänische Frachter Rikke Skou (1.489 BRT). Bei dem Untergang fanden der Kapitän sowie fünf weitere Besatzungsmitglieder den Tod, elf wurden von einem schwedischen Frachter sowie einem französischen Trawler gerettet, nachdem sie stundenlang in der See in einem Rettungsboot getrieben waren. |
| 9. Oktober 1954    | Mormackite         | 37       | Vor der amerikanischen Ostküste kenterte der amerikanische Erzfrachter Mormackite (6.195 BRT) bei schwerer See und sank. Von der 48-köpfigen Besatzung konnten nur elf Seeleute gerettet werden, die Überlebenden berichteten von ständigen Haiattacken. |
| 25. Oktober 1954   | Cervia             | 6        | Beim Ablegen des Passagierschiffes Arcadia (29.734 BRT) im Hafen Tilbury gelang es der Besatzung der Cervia nicht, rechtzeitig die Schleppverbindung zu lösen. Als die Arcadia Fahrt aufnahm, geriet der Schlepper in den Sog des Fahrgastschiffes, kenterte und sank binnen 30 Sekunden. Alle sechs unter Deck befindlichen Besatzungsmitglieder des Schleppers kamen beim Untergang ums Leben. |
| 27. November 1954  | South Goodwin      | 6        | Während eines Orkans brach die Ankerkette des vor den Goodwin Sands liegenden nicht motorisierten Feuerschiffs South Goodwin. Das Feuerschiff wurde auf die Goodwin Sands getrieben und durch eine sehr hohe Grundsee zum Kentern gebracht. Nur ein an Bord befindlicher Wissenschaftler konnte mit einem Hubschrauber gerettet werden, alle übrigen Besatzungsmitglieder fanden den Tod. |
| 30. November 1954  | Tresilian          | 25       | In der Irischen See kam es während eines Orkans zu einem schweren Wassereinbruch im Maschinenraum des britischen Frachters Tresilian (7.373 BRT), der zu seinem Untergang führte. Von den insgesamt 40 an Bord befindlichen Personen konnten bei schwerem Wetter nur 15 gerettet werden. |
| 22. Dezember 1954  | Henri de Weert     | 19       | Während eines Orkans sank der belgische Frachter Henri de Weert im Seegebiet 70 Seemeilen nördlich von Texel. Rettungsschiffe konnten den Unfallort nicht mehr rechtzeitig erreichen, alle 19 an Bord befindlichen Personen wurden bei dem Untergang getötet. |
| 16. Januar 1955    | Gerd Mærsk         | 0        | Nach dem Bruch der Ankerketten strandete der auf Grund schlechten Wetters in der Elbmündung auf Reede liegende und mit Rohöl beladene dänische Tanker Gerd Mærsk in Höhe Scharhörn. Um den vollbeladenen Tanker wieder frei zu bekommen, wurden zwischen 7.000 und 8.000 Tonnen Rohöl direkt in die Nordsee gepumpt, was zu einer schweren Umweltkatastrophe führte. |
| 26. Januar 1955    | Lorella            | 20       | Nördlich des isländischen Nordkaps geriet der in Kingston upon Hull beheimatete britische Trawler Lorella (559 BRT) bei schwerem Sturm in einen Eisnebel. Der Schwarze Frost ließ das Schiff binnen kürzester Zeit vollständig vereisen und kentern. Die gesamte 20-köpfige Besatzung kam bei dem Untergang ums Leben. |
| 26. Januar 1955    | Roderigo           | 20       | Südwestlich des isländischen Nordkaps geriet der in Kingston upon Hull beheimatete britische Trawler Roderigo (810 BRT) bei schwerem Sturm in einen Eisnebel. Der Schwarze Frost ließ das Schiff binnen kürzester Zeit vollständig vereisen und kentern. Die gesamte 20-köpfige Besatzung kam bei dem Untergang ums Leben. Es war das zweite schwere Schiffsunglück der britischen Hochseefischerei am selben Tag. |
| 26. Januar 1955    | Egil               | 8        | In einem Orkan durch Schiffsvereisung manövrierunfähig, strandete an der isländischen Westküste der isländische Trawler Egil. Acht Besatzungsmitglieder fanden den Tod, 26 konnten von Land her durch eine schnell angelegte Rettungsaktion gerettet werden. |
| 15. März 1955      | Jason              | 23       | In Höhe von Kap Stilo sank der griechische Trawler Jason (449 BRT). Von den 20 Besatzungsmitgliedern fanden 16 den Tod. Bei einem Rettungsversuch ertranken zudem sieben Besatzungsmitglieder des dem Havaristen zu Hilfe geeilten britischen Fahrgastschiffes Stratheden (23.732 BRT). |
| 11. Mai 1955       | Shiun Maru         | 168      | Bei dichtem Nebel stieß im Japanischen Meer die Eisenbahnfähre Shiun Maru mit einem Frachter zusammen. Die Fähre sank binnen 25 Minuten. Von den rund 800 Menschen an Bord der Fähre konnten 687 gerettet werden, 168 fanden den Tod. Der Untergang der Shiun Maru war das zweite schwere Fährunglück in Japan innerhalb eines Jahres. |
| 21. Mai 1955       | Marianne           | 7        | Beim Beladen des Tankschiffes Marianne im Hamburger Petroleumhafen brach eine Anschlussarmatur. An einer heißen Kochplatte in der Kombüse des Motorschiffes entzündete sich das Gas-Luft-Gemisch und es kam zu einer Explosion und anschließendem Großbrand, dem sieben Menschen, darunter fünf Besatzungsmitglieder, zum Opfer fielen. |
| 16. Juni 1955      | Sidon              | 13       | Die Sidon gehörte zur S-Klasse. Im Hafen der Isle of Portland wurde sie durch eine Torpedoexplosion schwer beschädigt. 13 Besatzungsmitglieder wurden getötet. |
| 13. Juli 1955      | La Flecha          | 47       | Kurz nach dem Auslaufen aus dem Hafen von Veracruz (Mexiko) geriet der mit 14 Besatzungsmitgliedern und 51 Passagieren besetzte Küstenfrachter La Flecha (145 BRT) im Golf von Mexiko in einen Sturm und sank etwa 14 km vom Hafen Veracruz entfernt. Nur 18 Passagiere und Besatzungsmitglieder konnten gerettet werden. |
| 15. September 1955 | Graca de Deus      | 17       | Obwohl zum Zeitpunkt des Ablegens ein Orkan tobte, entschied sich der Kapitän des portugiesischen Trawler Graca de Deus zum Auslaufen aus dem Hafen von Aveiro. Unmittelbar nach dem Verlassen des Hafens wurde der Trawler von einer hohen See auf die Mole gedrückt und kenterte anschließend. Die gesamte Besatzung kam bei dem Unfall ums Leben. |
| 29. September 1955 | Elbe               | 15       | Auf der Doggerbank wurde der Hamburger Fischdampfer Elbe vom norwegischen Tanker Havprins gerammt und sank auf der Stelle. Nur zwei Besatzungsmitglieder der Elbe konnten gerettet werden. |
| Oktober 1955       | Joyita             | 25       | Die australische Yacht Joyita verunglückte im Seegebiet etwa 150 km östlich der Fidschi-Inseln unter rätselhaften Umständen. Dabei kamen alle 25 Passagiere und Besatzungsmitglieder ums Leben, ihre Leichen wurden nie gefunden. Das beschädigte Schiff wurde fünf Wochen nach seinem Verschwinden ohne Besatzung im Meer treibend gefunden und abgeschleppt. Als Ursache wurde ein Tsunami infolge eines Seebebens vermutet. |
| 29. Oktober 1955   | Noworossijsk       | 608      | Am frühen Morgen des 29. Oktober 1955 kam es auf dem im sowjetischen Schwarzmeerhafen Sewastopol auf Reede liegenden sowjetischen Schlachtschiff Noworossijsk zu einer Explosion, die zum Kentern und anschließendem Sinken des Schiffes führte. Da das Schiff auf Grund einer Fehleinschätzung des Kommandanten nicht geräumt wurde, kamen bei dem Unglück 608 Besatzungsmitglieder ums Leben. Die Unglücksursache konnte nie geklärt werden. Bis in die 1980er Jahre hinein wurde der Vorfall von der UdSSR geheim gehalten. |
| 27. November 1955  | Colbert            | 10       | Beim Versuch, längsseits zu gehen, um mit der befreundeten Besatzung Grüße auszutauschen, rammte der britische Trawler Fosher Bank vor dem Hafen von Boulogne-sur-Mer den französischen Trawler Colbert. Die Colbert sank innerhalb weniger Minuten und riss zehn Besatzungsmitglieder mit in den Tod. |
| 27. November 1955  | Salem Maritime     | 21       | Beim Beladen des Tankers Salem Maritime (10.584 BRT), einem T2-Tanker, kam es im Hafen von Lake Charles zu einer Explosion mit anschließendem Großbrand, bei dem der Tanker völlig zerstört wurde und sank. Durch die Explosion und den Brand wurden 18 Besatzungsmitglieder sowie drei Hafenarbeiter getötet, 18 Menschen konnten z. T. schwer verletzt gerettet werden. |
| 10. Januar 1956    | Sirabuen           | 7        | Bei Sturm und starkem Schneetreiben wurde ca. 15 km nördlich des niederländischen Hafens Den Helder das norwegische Motorschiff Sirabuen (288 BRT) vom brasilianischen Frachter Loide-Venezuela (5.408 BRT) gerammt und sank auf der Stelle. Trotz sofort eingeleiteter Rettungsmaßnahmen kamen sieben der acht Besatzungsmitglieder beim Untergang ums Leben. |
| 14. März 1956      | Vert Prairial      | 18       | Auf der Fahrt ins Fanggebiet vor Irland lief der französische Trawler Vert Prairial vor Cornwall bei ruhiger See unter rätselhaften Umständen auf Grund und sank. Die gesamte Besatzung kam bei dem Unfall ums Leben. |
| 14. März 1956      | Badura             | 203      | Auf der Überfahrt von Chittagong zur Insel Sandip (damals Ostpakistan) sank das Fährschiff Badura (279 BRT) in einem Wirbelsturm. Nur drei der Menschen konnten gerettet werden, die übrigen 200 an Bord befindlichen Passagiere und Besatzungsmitglieder, darunter sechs Polizisten, die einen Geldtransport mit Hilfen für die Opfer einer Überschwemmungskatastrophe bewachen sollten, kamen beim Untergang ums Leben. |
| 26. Juli 1956      | Andrea Doria       | 51       | Die Andrea Doria fuhr von Genua nach New York. Behindert durch Nebelbänke, steuerte sie auf das schwedische Passagierschiff Stockholm zu. Die beiden Schiffe kollidierten. 46 der 1.706 Passagiere der Andrea Doria und fünf Besatzungsmitglieder der Stockholm starben. Die Andrea Doria kenterte und sank am 26. Juli 1956 um 10:09 Uhr. |
| 13. August 1956    | Adolf              | 18       | Bei der Rückkehr von einer Fangreise kenterte der Vegesacker Logger Adolf (146 BRT), nachdem er vermutlich von einer außergewöhnlich hohen Welle getroffen worden war. Die gesamte Besatzung kam bei dem Untergang ums Leben. |
| 13. August 1956    | Hondskrug          | 5        | Vor Fünen sank das niederländische Motorschiff Hondskrug (277 BRT). Nur zwei der sieben Besatzungsmitglieder konnten gerettet werden. |
| 17. September 1956 | Pelagia            | 31       | Auf der Reise von New York nach Narvik lief der unter US-amerikanischer Flagge fahrende Erzfrachter Pelagia (7.238 BRT), ein Liberty-Frachter, in einem Orkan vor der nordnorwegischen Küste auf ein Felsriff, zerbrach sofort in zwei Teile und sank unmittelbar nach dem Auflaufen. Fünf Überlebende konnten 30 Stunden nach dem Untergang in einem Rettungsboot treibend gerettet werden, alle übrigen 31 Besatzungsmitglieder fanden beim Untergang den Tod. |
| 4. Oktober 1956    | Cyranka            | 10       | Auf der Doggerbank wurde der in Gdingen beheimatete Trawler Cyranka während einer Fangreise bei einem Sturm von einer außergewöhnlich hohen Welle zum Kentern gebracht. Von den 17 Besatzungsmitgliedern des Schiffes wurden sieben über Bord gespült und konnten vom in der Nähe liegenden Mutterschiff Morska Wola (3.357 BRT) aufgefischt werden. Die übrigen zehn Besatzungsmitglieder wurden im zunächst noch kieloben treibenden Schiff eingeschlossen und ertranken trotz intensiver Rettungsversuche beim Sinken des Schiffs. |
| 11. November 1956  | Ave dei Mar        | 26       | Bei schwerer See sank vor der spanischen Hafenstadt Vigo das Fischereischiff Ave dei Mar. Die gesamte 26-köpfige Besatzung kam bei dem Untergang ums Leben. Bei der Untersuchung der Unglücksursache konnte nicht eindeutig geklärt werden, ob das Schiff auf ein Felsriff lief oder von einer Monsterwelle getroffen wurde. |
| 17. November 1956  | Mardomingo B       | 12       | Bei schwerem Sturm sank das spanische Fischereischiff Mardomingo B vor der irischen Küste. Obwohl sich das Schwesterschiff Mardomingo A in Sichtweite befand, konnte keines der zwölf Besatzungsmitglieder der Mardomingo B gerettet werden. |
| 24. Januar 1957    | Minocher Cowasjee  | 51       | Das Frachtschiff kam von Tianjin und setzte auf der Fahrt mit dem Ziel Antwerpen im Indischen Ozean östlich von Madagaskar (25.3° S, 68° O) einen Notruf ab. Alle 51 Besatzungsmitglieder, hauptsächlich Pakistanis und mindestens ein Deutscher, kamen ums Leben. |
| 25. Januar 1957    | Ternen             | 8        | Der dänische Marinekutter Ternen kenterte und sank in einem Naturhafen auf einer kleinen Insel an der Südwestküste Grönlands und wurde erst nach einer tagelangen Suchaktion gefunden. Alle acht Besatzungsmitglieder starben bei dem Unglück. Ursache war vermutlich Schwarzer Frost, der das Schiff völlig vereisen ließ, weshalb es in einer Böe kenterte. |
| 21. September 1957 | Pamir              | 80       | Die Viermastbark Pamir, ein Segelschulschiff der deutschen Handelsmarine, ging in einem Sturm auf dem Nordatlantik unter, wobei 80 der 86 Besatzungsmitglieder ums Leben kamen. |
| 26. September 1957 | M-256              | 28       | In der Ostsee vor Tallinn kam es zu einer Explosion im Maschinenraum und nachfolgenden zu einem Brand an Bord des sowjetischen dieselelektrischen U-Bootes M-256. Das U-Boot sank nach rund vier Stunden. Von 35 Besatzungsangehörigen überlebten nur sieben, da die Rettungskräfte sturmbedingt verspätet eintrafen. Das Wrack wurde einen Monat später gehoben. |
| 7. Januar 1958     | Capella            | 9        | Auf der Reise von Gdingen nach London sank das in Delfzijl beheimatete Küstenmotorschiff in einem Sturm in Höhe des Feuerschiffs Texel. Alle neun Besatzungsmitglieder kamen bei dem Untergang ums Leben. |
| 11. Februar 1958   | Bonitas            | 22       | Etwa 120 Seemeilen vor der Küste North Carolinas in Höhe Cape Lookout sank der sich auf der Fahrt von Brasilien nach Baltimore befindende italienische Erzfrachter Bonitas (5.636 BRT). Obwohl es der gesamten Besatzung noch gelang, das Schiff zu verlassen, wurden nur fünf Seeleute von herbeigeeilten Schiffen lebend gerettet. |
| 1. März 1958       | Usküdar            | >400     | Auf der Fahrt von Ismit nach Istanbul wurde bei schwerem Sturm das türkische Fährschiff Usküdar (148 BRT) von zwei sehr hohen Wellen getroffen, die es aus dem Wasser hoben, quer schlagen und kentern ließen. Nur 40 sich zum Zeitpunkt des Unglücks an Deck befindliche Passagiere und Besatzungsmitglieder konnten gerettet werden, mindestens 400 Menschen fanden bei der Katastrophe den Tod. |
| 18. November 1958  | Carl D. Bradley    | 33       | Bei einem schweren Schneesturm und sehr hoher See brach der sich auf der Reise von Chicago nach Port Dolomit befindliche amerikanische Frachter Carl D. Bradley auseinander und sank. Nur zwei der insgesamt 35 Besatzungsmitglieder konnten gerettet werden. |
| 30. Januar 1959    | Hans Hedtoft       | 95       | Auf der Fahrt von Grönland nach Kopenhagen sank die Fähre Hans Hedtoft (2.875 BRT), nachdem sie im Orkan in einem dichten Eisfeld mit einem Eisberg kollidiert war. Obwohl der deutsche Fischdampfer Johannes Krüss unmittelbar nach dem Untergang unter schwierigsten Wetterbedingungen die Unfallstelle erreichte und intensiv das Gebiet absuchte, konnte keine von den an Bord befindlichen 95 Personen gerettet werden. Eine groß angelegte Suchaktion, bei denen rätselhafte Funksignale und Lichter beobachtet wurden, und die an die Besatzungen aller an der Suche beteiligten Schiffen höchste seemännische Anforderungen stellte, blieb ergebnislos.                           |
| 30. Januar 1959    | Escuminac Hurrikan | 35       | Auf Grund der zu dieser Zeit noch unzulänglichen Kommunikationsmöglichkeiten erreichte die Warnung vor einem heranziehenden Hurrikan die bereits in den Sankt-Lorenz-Golf ausgelaufenen Fischereifahrzeuge nicht mehr. Von dem Hurrikan überrascht, konnten sich 22 Fischkutter nicht mehr in Sicherheit bringen und sanken vor Escuminac; dabei kamen 35 Besatzungsmitglieder der gesunkenen Kutter ums Leben. |
| 8. Juli 1959       | Turisten           | 57       | Die Schiffskatastrophe auf dem Haderslebener Damm wurde durch einen Brand im Motor des kleinen und an jenem Sommertag überfüllten Ausflugsschiff Turisten ausgelöst. Das Feuer verbreitete sich rasend schnell, so dass viele Passagiere in Panik von Bord sprangen und ertranken, während einige andere durch schwere Verbrennungen ums Leben kamen. |
| 19. September 1958 | Arnel              | 14       | Das kleine portugiesische Passagierschiff Arnel lief im Norden der Azoreninsel Santa Maria an der Küste vor Baía dos Anjos auf Grund und kam nicht mehr frei. 14 Passagiere und Besatzungsmitglieder kamen ums Leben. |
| 22. September 1959 | Silvedra           | 7        | Vor dem nordspanischen Hafen Ferrol kenterte der spanische Trawler Silvedra und sank. Von den 15 Besatzungsmitgliedern gelang es nur dem Kapitän und einem Matrosen, sich durch die Brandung an Land zu retten. Alle übrigen fanden den Tod. |
| 8. Dezember 1959   | Mona               | 8        | Beim Versuch, dem während eines Orkans von seiner Position vertriebenen Feuerschiff North Carr zu Hilfe zu kommen, kenterte das in Broughty Ferry stationierte Rettungsboot der Royal National Lifeboat Institution. Alle acht Besatzungsmitglieder kamen bei dem Unfall ums Leben. |
| 9. Dezember 1959   | Merkur             | 7        | Vor der südnorwegischen Küste geriet das mit Schamottstein beladene Flensburger Kümo Merkur (400 BRT) in Seenot, nachdem eine Luke des Schiffs von schweren Brechern zerschlagen worden war. Bei der Bergung der Besatzung durch den schwedischen Frachter Ranula kamen sieben der acht Besatzungsmitglieder ums Leben. Nur der Kapitän überlebte. Später konnte die Merkur in einen norwegischen Hafen abgeschleppt und repariert werden. |
| 9. Dezember 1959   | Elfrida            | 21       | Vor der südnorwegischen Küste kenterte in schwerem Sturm der norwegische Frachter Elfrida (1.719 BRT). Die Besatzung des Frachters kam bei dem Untergang ums Leben. |
| 20. Januar 1960    | Lühesand           | 12       | Im Skagerrak sank bei einem Orkan der Hamburger Erzfrachter Lühesand (871 BRT), der sich mit 1.100 t Erz beladen auf der Reise vom norwegischen Sauda nach Rotterdam befand, nachdem er von einer außergewöhnlich hohen Welle getroffen worden war. Alle zwölf Besatzungsmitglieder kamen bei dem Untergang ums Leben. |
| 15. Februar 1960   | Leonore            | 8        | Auf der Reise vom Oslofjord nach Emden sank 30 Seemeilen südwestlich der Einfahrt des Limfjords das Emder Küstenmotorschiff Leonore (341 BRT) unmittelbar, nachdem der Kapitän per Funk angekündigt hatte, die Mannschaft würde versuchen, das schwer angeschlagene Schiff zu verlassen. Bei einer großangelegten Suchaktion wurden von dem Schiff nur noch die kieloben treibenden Rettungsboote gefunden. Die Mannschaft konnte nicht gerettet werden. |
| 25. Oktober 1960   | El Gamil           | 23       | Auf der Reise von Sues nach Aden sank der unter ägyptischer Flagge fahrende Frachter El Gamil (1.356 BRT). Nur der Zweite Offizier des Frachters konnte von dem zu Hilfe eilenden britischen Passagierschiff Strathnaver gerettet werden, alle übrigen 23 Besatzungsmitglieder fanden den Tod. |
| 19. Dezember 1960  | Constellation      | 50       | In der Marinewerft von Brooklyn (USA) brach auf dem in Bau befindlichen US-amerikanischen Flugzeugträger Constellation (79.000 t) nach der Beschädigung eines Kraftstofftanks ein Brand aus, der das fast fertige Schiff schwer beschädigte. 50 Menschen wurden getötet, hunderte Menschen verletzt. Der Schaden am Schiff betrug etwa 50 Millionen Dollar. |
| 22. Dezember 1960  | Motorbarkasse      | mind. 50 | Im Persischen Golf sank eine mit mehr als 50 Menschen besetzte Motorbarkasse. Lediglich drei Personen konnten gerettet werden. |